# I Летняя рабочая олимпиада

Плакат I Летней Рабочей Олимпиады во Франкфурте-на-Майне

I Летняя рабочая олимпиада состоялась в 1925 году во Франкфурте-на-Майне (Германия).

## История
Инициатором проведения I Летней рабочей олимпиады был созданный в 1920 году ЛСИ.  Мероприятие было проведено в 1925 году во Франкфурте-на-Майне (Германия). В ней приняли участие рабочие спортсмены из стран, где рабочее спортивное движение было организовано под руководством союзов и клубов, входивших в ЛСИ.
На I Рабочую олимпиаду не были допущены представители КСИ, образованного в 1921 году в Москве, в который входили и спортивные организации СССР.
В 1931 году в Вене (Австрия) Социалистический рабочий спортивный интернационал (САСИ) организовал II Всемирную олимпиаду рабочих спортсменов, приурочив её к открытию конгресса Социалистического рабочего интернационала и тем самым демонстрируя своё единство с ним.